# NGC 690
NGC 690 je galaksija u zviježđu Kit.

## Vanjske poveznice
- SEDS: NGC 0690